# Cheryl Ford
Cheryl Ford (* 6. Juni 1981 in Homer, Louisiana, Vereinigte Staaten) ist eine professionelle Basketball-Spielerin. Zuletzt spielte sie für die Detroit Shock in der Women’s National Basketball Association (WNBA) auf der Position des Centers und für das italienische Team Beretta Famila Schio.

## Karriere

### College
Cheryl Ford spielte bis 2003 für das Damen-Basketballteam der Louisiana Tech University. In ihrer Zeit am College wurde sie 2002 und 2003 zur Western Athletic Conference „Player of the Year“ gewählt, außerdem wurde sie 2003 ins Associated Press’ All-America Honorable Mention Team gewählt.

### Women’s National Basketball Association
Cheryl Ford wurde im WNBA Draft 2003 von den Detroit Shock an der dritten Stelle ausgewählt. In der Saison 2002 beendeten die Shock die Saison an der letzten Stelle. Mit Ford in ihrer Mannschaft beendeten die Shock die Saison 2003 nicht nur als bestes Team, sondern gewannen auch noch ihre erste WNBA-Meisterschaft. In dieser Saison wurde sie zum WNBA Rookie of the Year gewählt. In der Saison 2005 und 2006 wurde ihr der WNBA Peak Performer für den besten Reboundsschnitt der Liga verliehen. Des Weiteren konnte sie in der Saison 2006 mit den Shock zum zweiten Mal die WNBA-Meisterschaft gewinnen. In der Saison 2007 wurde sie im All-Star Spiel zum MVP des Spiels ernannt. 2008 gewann Ford ihre dritte WNBA-Meisterschaft. Sie verließ nach der Saison 2009 die Shock und schloss sich danach auch keinem anderen WNBA-Team an.

### Europa
Von 2005 bis 2012 war sie auch in Europa für Teams aus Israel, Russland, Polen, Tschechien und Italien aktiv.

### International
Ford holte mit dem US-amerikanischen Damen-Basketballteam bei der Basketball-Weltmeisterschaft 2006 in Brasilien die Bronzemedaille.

## Trivia
Sie ist die Tochter von Bonita Ford und dem ehemaligen NBA-Spieler Karl Malone.